# В пылу страсти 2: Неверный
«В пылу страсти 2: Неверный» (англ. In The Heat Of Passion 2: Unfaithful) — художественный фильм 1994 года производства США, триллер с элементами эротики, снятый режиссёром Кэтрин Киран. Премьера фильма состоялась 2 ноября 1994 года в США.
Главные роли в этом фильме исполнили Бэрри Бостуик, Лесли-Энн Даун, Сэм Джонс, Крэйг Степп и Дэниэл Мориарти. В небольшой роли в этом фильме снялась Лиза Кудроу.

## Сюжет
Филипп живёт вместе со своей женой Джин и её дочерью от первого брака (своей падчерицей) Кэйси. Джин — больна, она передвигается на коляске и практически беспомощна. С ней происходит несчастный случай, и она погибает — по крайней мере, всё выглядит так, как будто произошёл несчастный случай.
На самом же деле это запланированное убийство, которое совершили Филипп и Кэйси. Они — любовники, и для того, чтобы устранить ненужную им Джин и получить её деньги, они убивают её. Но после убийства дела у парочки не ладятся, да и в доме начинают происходить странные вещи.

## В ролях
- Бэрри Бостуик — Филипп
- Лесли-Энн Даун — Джин Брэдшоу, жена Филиппа
- Майкл Гросс — Говард
- Тереза Хилл — Кэйси, дочь Джины от первого брака, падчерица Филиппа и его любовница
- Мэтт Мак Кой — Стивен
- Робин Райкер — Катрин
- Гай Бойд — Брэннигэн
- Дэниэл Трент — Джордж
- Бэтси Линн Джордж — Лиза
- Джеймс Интвельд — Гари
- Лиза Кудроу — кассир в банке
- Хитер Кэмпбелл — продавщица

## Технические данные
- США, 1994 год, киностудия Concorde-New Horizons
- Видео — цветной, 88-90 мин.
- Аудио — стерео
- Оригинальный язык — английский
- Ограничения по возрасту: в США — рейтинг R и в России — старше 16 лет.

## Другие названия
- Англоязычные названия: «In The Heat Of Passion 2: Unfaithful», «Behind Closed Doors, Unfaithful»
- Русскоязычные названия: «В пылу страсти 2: Неверный», «В пылу страсти II: Неверный»
- Португальское название: «Crimes de Paixão»